# Флавері-Бранч (Джорджія)
Флавері-Бранч (англ. Flowery Branch) — місто (англ. city) в США, в окрузі Голл штату Джорджія. Населення — 9391 особа (2020).

## Географія
Флавері-Бранч розташоване за координатами 34°10′54″ пн. ш. 83°55′19″ зх. д. / 34.18167° пн. ш. 83.92194° зх. д. (34.181765, -83.921884).  За даними Бюро перепису населення США в 2010 році місто мало площу 16,66 км², з яких 16,36 км² — суходіл та 0,30 км² — водойми. В 2017 році площа становила 18,45 км², з яких 18,14 км² — суходіл та 0,30 км² — водойми.

## Демографія
Згідно з переписом 2010 року, у місті мешкало 5679 осіб у 2262 домогосподарствах у складі 1526 родин. Густота населення становила 341 особа/км².  Було 2530 помешкань (152/км²).
Расовий склад населення:
| - 82,0 % — білих - 8,5 % — чорних або афроамериканців - 2,7 % — азіатів - 0,3 % — корінних американців - 4,4 % — осіб інших рас |

До двох чи більше рас належало 2,0 %. Частка іспаномовних становила 13,8 % від усіх жителів.
За віковим діапазоном населення розподілялося таким чином: 27,4 % — особи молодші 18 років, 64,9 % — особи у віці 18—64 років, 7,7 % — особи у віці 65 років та старші. Медіана віку мешканця становила 33,2 року. На 100 осіб жіночої статі у місті припадало 92,2 чоловіків;  на 100 жінок у віці від 18 років та старших — 88,2 чоловіків також старших 18 років.
Середній дохід на одне домашнє господарство  становив 68 620 доларів США (медіана — 61 385), а середній дохід на одну сім'ю — 83 078 доларів (медіана — 77 034). Медіана доходів становила 47 302 долари для чоловіків та 37 447 доларів для жінок. За межею бідності перебувало 13,6 % осіб, у тому числі 15,6 % дітей у віці до 18 років та 4,4 % осіб у віці 65 років та старших.
Цивільне працевлаштоване населення становило 3143 особи. Основні галузі зайнятості: освіта, охорона здоров'я та соціальна допомога — 20,5 %, роздрібна торгівля — 16,7 %, виробництво — 13,3 %.